# Gran Premi d'Àustria del 2020
El Gran Premi d'Àustria del 2020 (oficialment anomenat Formula 1 Rolex Großer Preis von Österreich 2020) va ser la primera prova de la temporada 2020 de Fórmula 1. Va tenir lloc al Circuit Red Bull Ring, a Spielberg, Àustria, del 3 al 5 de juliol del 2020.

## Resultats

### Qualificació
| Pos.                     | No. | Pilot              | Constructor               | Temps    | Temps    | Temps     | Graella |
| Pos.                     | No. | Pilot              | Constructor               | Q1       | Q2       | Q3        | Graella |
| ------------------------ | --- | ------------------ | ------------------------- | -------- | -------- | --------- | ------- |
| 1                        | 77  | Valtteri Bottas    | Mercedes                  | 1:04.111 | 1:03.015 | 1:02.939  | 1       |
| 2                        | 44  | Lewis Hamilton     | Mercedes                  | 1:04.198 | 1:03.096 | 1:02.951  | 51      |
| 3                        | 33  | Max Verstappen     | Red Bull Racing-Honda     | 1:04.024 | 1:04.000 | 1:03.477  | 2       |
| 4                        | 4   | Lando Norris       | McLaren-Renault           | 1:04.606 | 1:03.819 | 1:03.626  | 3       |
| 5                        | 23  | Alexander Albon    | Red Bull Racing-Honda     | 1:04.661 | 1:03.746 | 1:03.8682 | 4       |
| 6                        | 11  | Sergio Pérez       | Racing Point-BWT Mercedes | 1:04.543 | 1:03.860 | 1:03.8682 | 6       |
| 7                        | 16  | Charles Leclerc    | Ferrari                   | 1:04.500 | 1:04.041 | 1:03.923  | 7       |
| 8                        | 55  | Carlos Sainz       | McLaren-Renault           | 1:04.537 | 1:03.971 | 1:03.971  | 8       |
| 9                        | 18  | Lance Stroll       | Racing Point-BWT Mercedes | 1:04.309 | 1:03.955 | 1:04.029  | 9       |
| 10                       | 3   | Daniel Ricciardo   | Renault                   | 1:04.556 | 1:04.023 | 1:04.239  | 10      |
| 11                       | 5   | Sebastian Vettel   | Ferrari                   | 1:04.554 | 1:04.206 | N/A       | 11      |
| 12                       | 10  | Pierre Gasly       | AlphaTauri-Honda          | 1:04.603 | 1:04.305 | N/A       | 12      |
| 13                       | 26  | Daniil Kvyat       | AlphaTauri-Honda          | 1:05.031 | 1:04.431 | N/A       | 13      |
| 14                       | 31  | Esteban Ocon       | Renault                   | 1:04.993 | 1:04.643 | N/A       | 14      |
| 15                       | 8   | Romain Grosjean    | Haas-Ferrari              | 1:05.094 | 1:04.691 | N/A       | 15      |
| 16                       | 20  | Kevin Magnussen    | Haas-Ferrari              | 1:05.164 | N/A      | N/A       | 16      |
| 17                       | 63  | George Russell     | Williams-Mercedes         | 1:05.167 | N/A      | N/A       | 17      |
| 18                       | 99  | Antonio Giovinazzi | Alfa Romeo Racing-Ferrari | 1:05.175 | N/A      | N/A       | 18      |
| 19                       | 7   | Kimi Räikkönen     | Alfa Romeo Racing-Ferrari | 1:05.224 | N/A      | N/A       | 19      |
| 20                       | 6   | Nicholas Latifi    | Williams-Mercedes         | 1:05.737 | N/A      | N/A       | 20      |
| Temps del 107%: 1:08.505 |     |                    |                           |          |          |           |         |
| Font:                    |     |                    |                           |          |          |           |         |

Notes
- ^1  – Lewis Hamilton va rebre una penalizació de tres llocs a la graella per no reduir la velocitat en bandera groga durant la qualificació.[3]
- ^2  – Alexander Albon i Sergio Pérez van establir temps idèntics a la Q3; Albon es va classificar davant ja que va establir el seu temps de volta abans.

### Cursa
| Pos.                                                               | No. | Pilot              | Constructor               | Voltes | Temps       | Graella | Punts |
| ------------------------------------------------------------------ | --- | ------------------ | ------------------------- | ------ | ----------- | ------- | ----- |
| 1                                                                  | 77  | Valtteri Bottas    | Mercedes                  | 71     | 1:30:55.739 | 1       | 25    |
| 2                                                                  | 16  | Charles Leclerc    | Ferrari                   | 71     | +2.700      | 7       | 18    |
| 3                                                                  | 4   | Lando Norris       | McLaren-Renault           | 71     | +5.491      | 3       | 161   |
| 4                                                                  | 44  | Lewis Hamilton     | Mercedes                  | 71     | +5.6892     | 5       | 12    |
| 5                                                                  | 55  | Carlos Sainz       | McLaren-Renault           | 71     | +8.903      | 8       | 10    |
| 6                                                                  | 11  | Sergio Pérez       | Racing Point-BWT Mercedes | 71     | +15.0923    | 6       | 8     |
| 7                                                                  | 10  | Pierre Gasly       | AlphaTauri-Honda          | 71     | +16.682     | 12      | 6     |
| 8                                                                  | 31  | Esteban Ocon       | Renault                   | 71     | +17.456     | 14      | 4     |
| 9                                                                  | 99  | Antonio Giovinazzi | Alfa Romeo Racing-Ferrari | 71     | +21.146     | 18      | 2     |
| 10                                                                 | 5   | Sebastian Vettel   | Ferrari                   | 71     | +24.545     | 11      | 1     |
| 11                                                                 | 6   | Nicholas Latifi    | Williams-Mercedes         | 71     | +31.650     | 20      |       |
| 124                                                                | 26  | Daniil Kvyat       | AlphaTauri-Honda          | 69     | –           | 13      |       |
| 134                                                                | 23  | Alexander Albon    | Red Bull Racing-Honda     | 67     | –           | 4       |       |
| –                                                                  | 7   | Kimi Räikkönen     | Alfa Romeo Racing-Ferrari | 53     | –           | 19      |       |
| –                                                                  | 63  | George Russell     | Williams-Mercedes         | 49     | –           | 17      |       |
| –                                                                  | 8   | Romain Grosjean    | Haas-Ferrari              | 49     | –           | 15      |       |
| –                                                                  | 20  | Kevin Magnussen    | Haas-Ferrari              | 24     | –           | 16      |       |
| –                                                                  | 18  | Lance Stroll       | Racing Point-BWT Mercedes | 20     | –           | 9       |       |
| –                                                                  | 3   | Daniel Ricciardo   | Renault                   | 17     | –           | 10      |       |
| –                                                                  | 33  | Max Verstappen     | Red Bull Racing-Honda     | 11     | –           | 2       |       |
| Volta ràpida: Lando Norris (McLaren-Renault) – 1:07.475 (volta 71) |     |                    |                           |        |             |         |       |
| Font:                                                              |     |                    |                           |        |             |         |       |

Notes
- ^1  – Inclou un punt per la volta ràpida.
- ^2  – Lewis Hamilton va creuar la línia de meta en segon lloc, però va rebre una penalització de cinc segons per causar una col·lisió amb Alexander Albon.
- ^3  – Sergio Pérez va rebre una penalització de cinc segons per excés de velocitat al pit lane.
- ^4  – Daniil Kvyat i Alexander Albon van ser classificats ja que van completar més del 90% de la distància de cursa.

## Classificació del campionat després de la cursa
| Pos.  | Pilot           | Punts |
| ----- | --------------- | ----- |
| 1     | Valtteri Bottas | 25    |
| 2     | Charles Leclerc | 18    |
| 3     | Lando Norris    | 16    |
| 4     | Lewis Hamilton  | 12    |
| 5     | Carlos Sainz    | 10    |
| Font: |                 |       |

| Pos.  | Constructor               | Punts |
| ----- | ------------------------- | ----- |
| 1     | Mercedes                  | 37    |
| 2     | McLaren-Renault           | 26    |
| 3     | Ferrari                   | 19    |
| 4     | Racing Point-BWT Mercedes | 8     |
| 5     | AlphaTauri-Honda          | 6     |
| Font: |                           |       |

- Nota: Només s'inclouen les cinc primeres posicions en les dues classificacions.